# Autoridad Regional de Tránsito de Worcester

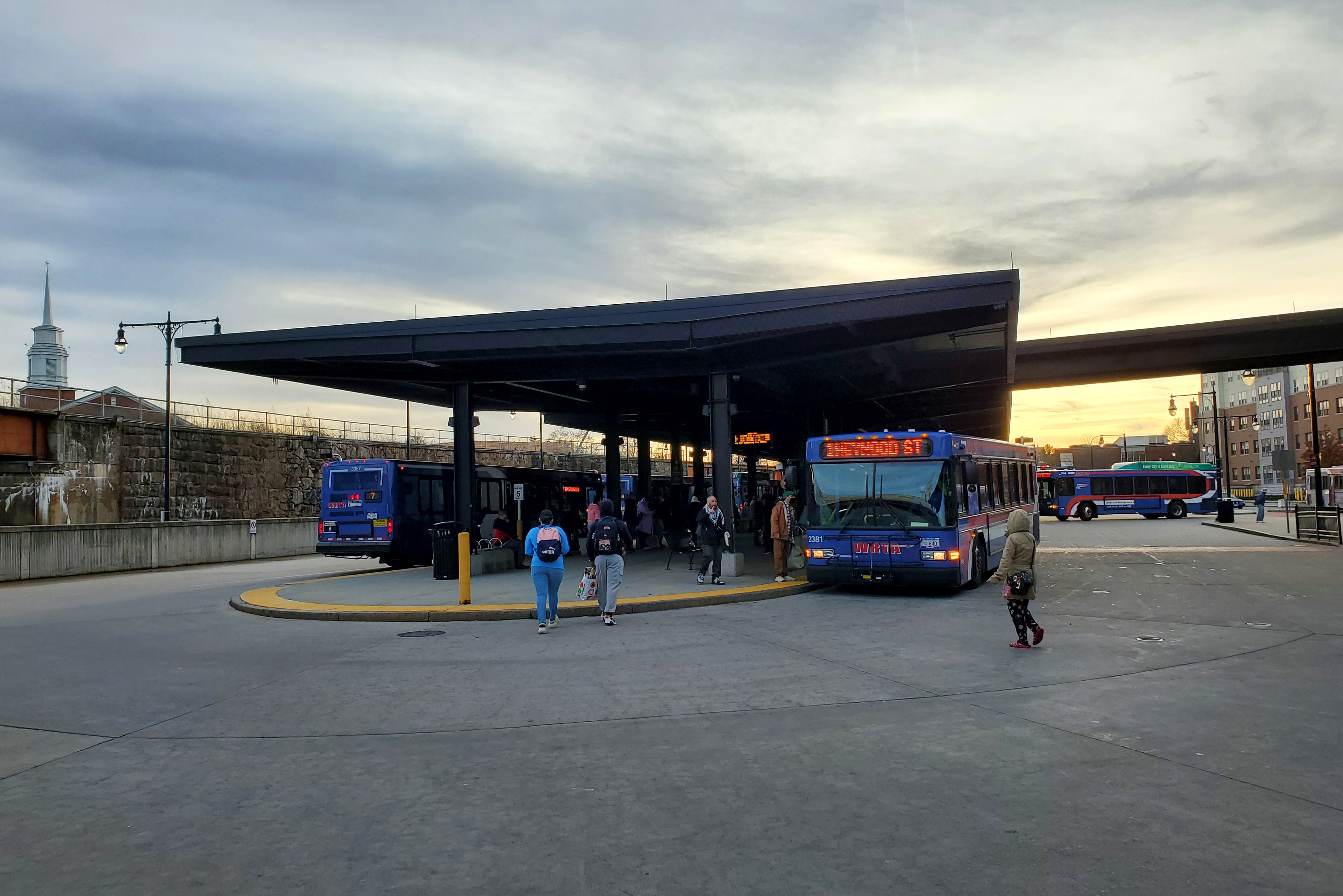
Autobuses de la WRTA en la estación de Union Station a fecha de diciembre de 2023

La Autoridad Regional de Transporte de Worcester (WRTA) es una organización pública sin ánimo de lucro encargada de proporcionar transporte público a la ciudad de Worcester, Massachusetts y las ciudades de alrededor. El WRTA fue creado en septiembre de 1974 en virtud del Capítulo 161B de las Leyes Generales de Massachusetts. Esta ley también creó muchas otras autoridades regionales de transporte en Massachusetts, incluyendo la Autoridad Regional de Greater Attleboro-Taunton o la Autoridad Regional de Pioneer Valley entre otras. En términos de número de usuarios, la WRTA es la segunda autoridad de tránsito regional más grande y el tercer sistema de tránsito más grande de todo Massachusetts.
Los autobuses de la WRTA son gratuitos desde el año 2020, convirtiéndolo en el sistema de transporte público que más tiempo lleva sin tener tarifas de los Estados Unidos. Este programa de gratuidad de los autobuses se extenderá, como mínimo, hasta junio de 2024.

## Rutas

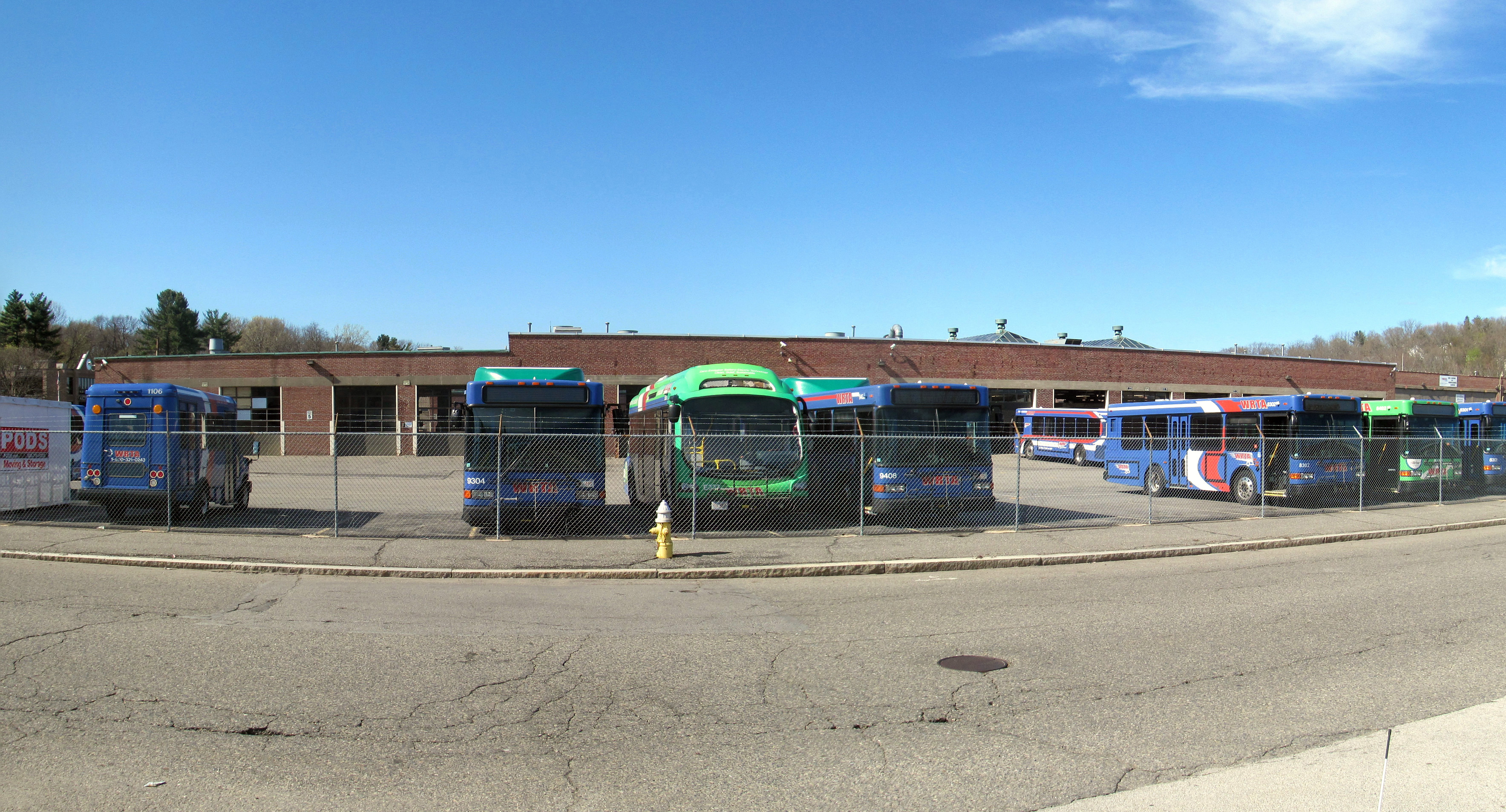
Anterior depósito de autobuses de la WRTA, cuyo uso original debía ser como cochera de los tranvías de Worcester Consolidated Street Railway

El WRTA actualmente proporciona servicio de autobús de ruta fija a Worcester y las ciudades vecinas de Auburn, Brookfield, East Brookfield, Leicester, Millbury, Oxford, Shrewsbury, Southbridge, Spencer, Webster y West Boylston. Además de su servicio de autobús de ruta fija, el WRTA ofrece un servicio comunitario flexible de lanzaderas mediante furgonetas (servicio de transporte limitado) a Grafton, Northbridge y Westborough. La WRTA también provee servicio de paratránsito a un total de 37 comunidades en el Área Central de Massachusetts.
La central de operaciones de la WRTA se encuentra ubicada en el 42 de Quinsigamond Ave, en el barrio de Green Island en Worcester. Este nuevo depósito sustituye al antiguo, que originalmente estaba destinado a ser cocheras de trolebús, y que apenas contaba con la mitad de capacidad de esta nueva central. El antiguo depósito fue transformado para darle uso de centro comercial.

## Parque móvil
La WRTA contaba a fecha 2017 con un total de 98 vehículos entre autobuses, minibuses, camionetas y coches. El desglose de los vehículos es el siguiente:
- Autobuses Gillig Low Floor
- Minibuses Ford E350
- Autobuses Proterra EcoRide eléctricos
- Un autobús Nova Rapid Transit Series
- Camionetas Ford F350 y GMC Sierra
- Diversos coches de Ford, modelos Escape, Explorer y Taurus